# Kleinbahn Neusiedl am See
| Kleinbahn Neusiedl am See |                     |                           |                           |
| Streckenlänge: | 1,5 km              |                           |                           |
| Spurweite: | 600 mm (Schmalspur) |                           |                           |
| |                     |                           |                           |
| Bundesland: | Burgenland          |                           |                           |
| \| \| 0,0 \| Bad Neusiedl am See \| Bad Neusiedl am See \| \| \| 0,1 \| Lokschuppen \| Lokschuppen \| \| \| 1,5 \| Badeanstalt bzw. "Seebad" \| Badeanstalt bzw. "Seebad" \| |                     |                           |                           |
| Haltepunkt / Haltestelle Streckenanfang (Strecke außer Betrieb) | 0,0                 | Bad Neusiedl am See       | Bad Neusiedl am See       |
| Abzweig geradeaus und nach links (Strecke außer Betrieb) | 0,1                 | Lokschuppen               | Lokschuppen               |
| Haltepunkt / Haltestelle Streckenende (Strecke außer Betrieb) | 1,5                 | Badeanstalt bzw. "Seebad" | Badeanstalt bzw. "Seebad" |

Die Kleinbahn Neusiedl am See war eine von 1928 bis 1939 betriebene  Schmalspurbahn im Eigentum der Stadtgemeinde Neusiedl am See mit einer Spurweite von 600 mm, die den Bahnhof Bad Neusiedl am See der Neusiedler Seebahn mit der Badeanstalt am Neusiedler See verband.

## Geschichte
Im Jahr 1897 wurde Neusiedl am See an die Neusiedler Seebahn der Raab-Oedenburg-Ebenfurter Eisenbahn angeschlossen. Erste touristische Initiativen wurden noch zu Zeiten der Donaumonarchie ergriffen, doch erst nach der Eingliederung des Burgenlands in die Republik Österreich wurden die Maßnahmen verstärkt. Mit ein Grund dafür war das Gästepotential, das die Nähe zur Stadt Wien darstellte, für deren Bewohner der Neusiedler See nun leichter zu erreichen war. Zwischen 1926 und 1927 wurde in Neusiedl am See ein Bootskanal errichtet, um Badegäste mit Motorbooten durch den Schilfgürtel zum See bringen zu können. Der aus dem Aushubmaterial errichtete Damm ersetzte den bisher bestehenden hölzernen Steg. 1926 wurde von der Stadt Neusiedl am See beim damaligen Energieerzeuger „Überlandwerk Frauenkirchen“-Dressler & Klier bezüglich einer Straßenbahn, die zum See führen sollte, angefragt. Im Jänner 1927 traf ein entsprechendes und detailliertes Angebot ein.
Vorgeschlagen wurde eine rund 1,85 Kilometer lange eingleisige Strecke mit einer Spurweite von 600 Millimetern und mit je einer Umkehrschleife an jedem Ende sowie einer Ausweiche in der Streckenmitte. Allerdings wäre die Schleife beim Seebad aus Platzmangel nicht zu realisieren gewesen. Die beiden Waggons und der Triebwagen sollten von der Simmeringer Waggonfabrik geliefert werden.
Die Kosten für das Straßenbahnprojekt überstiegen die wirtschaftlichen Möglichkeiten, so dass davon Abstand genommen werden musste. In einer Stellungnahme der burgenländischen Landesregierung wurde die Rentabilität bezweifelt. Gründe dafür waren der konkurrierende Motorboottransport sowie die hohen Investitionskosten für den elektrischen Betrieb. Der Stadtgemeinde Neusiedl am See wurde in diesem Zusammenhang der günstigere Betrieb mittels Motorlokomotiven empfohlen und auf die Auflassung der Waldschulbahn bei Wiener Neustadt aufmerksam gemacht.
Ein privater Investor, der ebenfalls diese Bahn betreiben wollte, war der Wiener Bauunternehmer Franz Hutka. In einem Schreiben an die Landesregierung im Mai 1927 bemühte er sich um die Genehmigung, mit den Vorarbeiten beginnen zu dürfen. Geplant war die Verbindung des Seebahnhofs mit den Badeanlagen am Neusiedler See mit einer Gleisanlage von 600 bis 750 Millimetern Spurweite. Neben der Errichtung der notwendigen Betriebsgebäude wurde auch eine Ausweitung der Bahnanlage entlang des Seeufers bis Weiden am See und Podersdorf am See in Aussicht gestellt. Nachdem im August des gleichen Jahres die Pläne noch weiter gesteckt worden waren, holte die Stadtgemeinde Neusiedl am See über die Firma Hutka Erkundigungen ein. Im September geriet die Firma in finanzielle Schwierigkeiten und verschwand von der Bildfläche.
Die Stadtgemeinde Neusiedl am See setzte sich mit der Firma Orenstein & Koppel, welche die vom Magistrat von Wiener Neustadt stillgelegte Waldschulbahn erworben hatte, in Verbindung. Eine von Orenstein & Koppel abgegebene Kostenschätzung lag bei 40 Prozent des Finanzaufwands für die ursprünglich geplante elektrisch betriebene Bahn. 
Nachdem am 23. Dezember 1927 die Stadtgemeinde Neusiedl am See die Firma Orenstein & Koppel mit den Trassierungsarbeiten beauftragt hatte, wurde im März 1928 bei der Landesregierung um die notwendige Genehmigung angesucht. Die Begehung der geplanten Strecke fand am 14. Mai 1928 statt. Die Baubewilligung wurde am 13. Dezember des gleichen Jahres erteilt – zu einem Zeitpunkt, an dem die Neusiedler Seebahn bereits in Betrieb war. Die für den Betrieb notwendige Konzession hatte das Verkehrsministerium bereits am 24. Juli 1928 mit Gültigkeit bis zum 23. Juli 1953 erteilt. Den fahrplanmäßigen Betrieb hatte die Bahn bereits am 29. Juli 1928 aufgenommen, nachdem am Tag zuvor die Lokomotive amtlich abgenommen worden war und eine Bremsprobe stattgefunden hatte.
Die Neusiedler Seebahn entwickelte sich nicht wie erhofft und erwirtschaftete kaum mehr als die laufenden Betriebskosten, so dass die Stadtgemeinde 1939 angesichts des gerade ausgebrochenen Zweiten Weltkriegs beschloss, die Bahn mit dem Ende der Badesaison stillzulegen.

## Strecke
Die Bahnstrecke in der Spurweite von 600 mm verlief erst am Rand der Seestraße und anschließend auf dem bei der Errichtung des Bootskanals aufgeschütteten Damm.
Die Endstation "Bad Neusiedl am See – Seebahn" wurde in Form einer 220 Meter langen Umkehrschleife angelegt und lag nur eine kurze Wegstrecke vom Bahnhof der RÖEE-Strecke entfernt. Für die Fahrgäste wurde ein Bahnsteig von 50 Metern Länge errichtet. 
Am seeseitigen Ende wurde der Damm um drei Meter verbreitert, um Platz zu schaffen für ein zweites Gleis. Für die dortige Endstelle war zwar der Namen "Badeanstalt" amtlich vorgeschrieben worden, tatsächlich wurde er von der Stadtgemeinde Neusiedl am See ohne Information der zuständigen Behörden auf "Seebad" geändert.

## Fahrzeuge

### Lokomotive

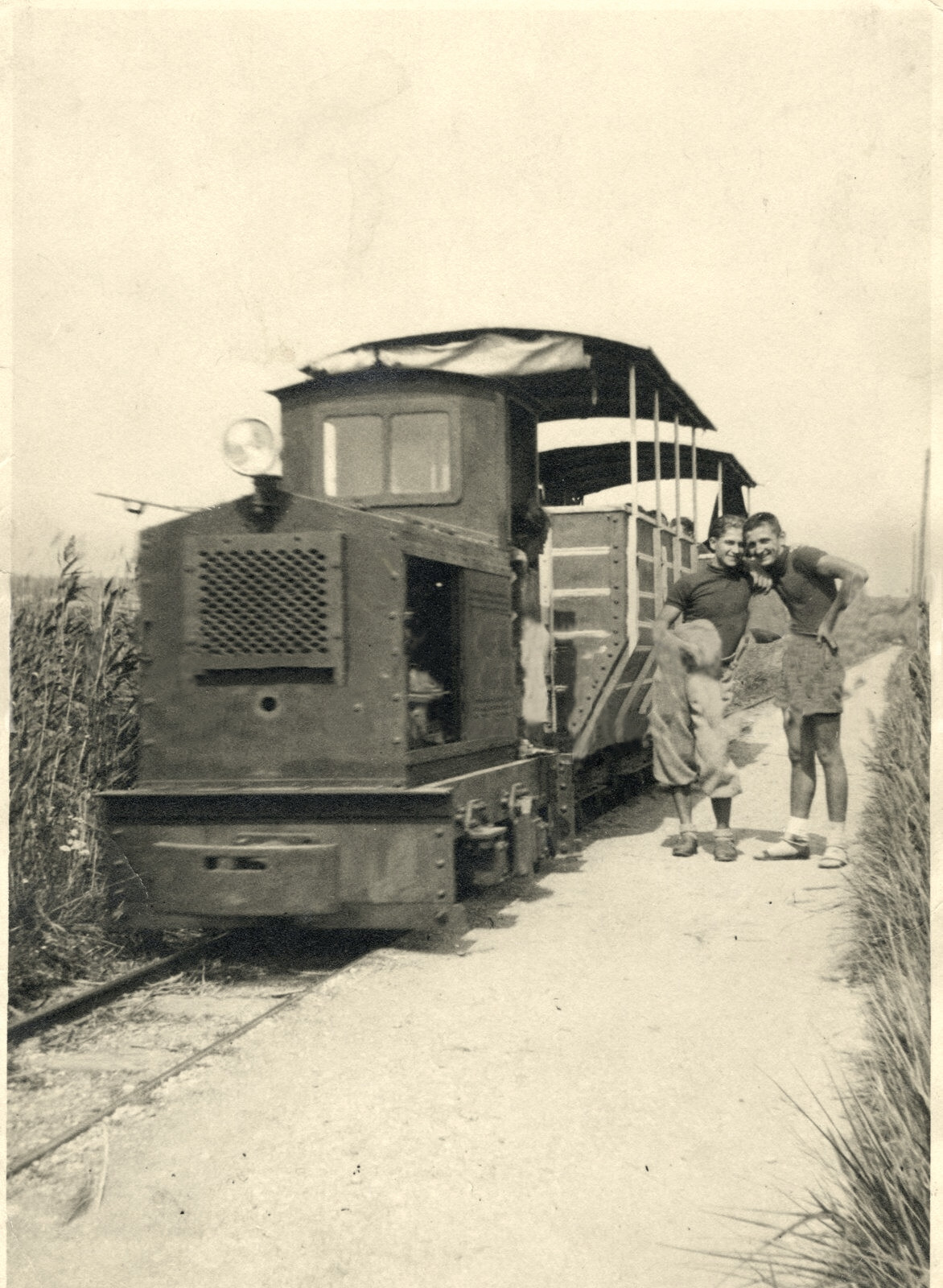
O&K Montania, Typ H1, Fabrik-Nr. 3024/1928, Typ H1, B-bm, 600 mm, 16. Juni 1928

Als Lokomotive für diese Bahnstrecke wurde von der Stadtgemeinde Neusiedl am See eine benzinmechanische Lokomotive (Fabriksnummer 3024) der zum Orenstein & Koppel-Konzern gehörigen Firma Montania, Bauart H1  angeschafft. Diese wurde mit einer Spurweite von 450 bis 700 Millimeter hergestellt und leistete 10 PS.

### Waggons
Die insgesamt zehn Waggons bestanden aus je zwei zweiachsigen Feldbahnloren als Drehgestelle, die durch den eisernen Wagenkasten miteinander verbunden waren. Jeder dieser einfach ausgestatteten Wagen bot Sitzplätze für 15 Personen und weitere fünf Stehplätze.

## Personal
Die Neusiedler Kleinbahn hatte nur einen geringen Personalbedarf, nämlich einen Betriebsleiter und zwei ausgebildete und geprüfte Lokführer.
Während einer dieser beiden die Lokomotive bediente, versah der andere Dienst als Bremser und hatte die Rangierarbeiten zu erledigen. Außerdem hatten sie wöchentlich die Gleise zu kontrollieren.